# اوی‌باروک
اوی‌باروک (به مجاری:  Újbarok) یک شهرداری در مجارستان است. اوی‌باروک ۱٫۴۹ کیلومتر مربع مساحت و ۳۷۷ نفر جمعیت دارد.